# الی ارلیک
الی ارلیک (انگلیسی: Eli Erlick؛ زاده ۱۰ ژوئیهٔ ۱۹۹۵) نویسنده و کنشگر آمریکایی است که مدیر سازمان منابع آموزشی دانش آموزان ترنس می‌باشد.
او یک زن ترنس است.